# Прапор Козівського району
Пра́пор Козівсько́го райо́ну — офіційний символ Козівського району Тернопільської області, затверджений 23 грудня 2004 року рішенням сесії Козівської районної ради. Автор проєкту прапора — Андрій Гречило.

## Опис
Прапор являє собою прямокутне полотнище зі співвідношенням сторін 2:3, розділене вертикально на два поля: сине біля древка та жовте з вільного краю у співвідношенні 1:2. На синьому полі вміщено три жовті колоски, на жовтому — червону козулю з поверненою назад головою.